# Honda XRV 650
La Honda XRV 650 (nome on codice RD03), chiamata anche Honda XRV 650 Africa Twin,  è un enduro prodotta dalla casa motociclistica giapponese Honda Motor Co. Ltd. dal dicembre 1987 al 1989.

## Contesto
In risposta ai successi sportivi della BMW R80 GS nei primi anni '80, nel 1984 la Honda Racing Corporation (HRC) fu incaricata dalla casa madre di sviluppare una motocicletta fuoristradistica adatta al deserto per partecipare al Rally Parigi-Dakar. Nel 1985 venne presentata la Honda NXR 750V con un bicilindrico raffreddato a liquido avente cilindrata di 779 cm³ e una potenza di 48 kW (65 CV). Questa motocicletta vinse il Rally Parigi-Dakar quattro volte di seguito dal 1986 al 1989.
Così la Honda, sull'onda dei successi sportivi dopo la vittoria del Rally Dakar 1987, decise di realizzarne una versione omologata per l'utilizzo stradale da vendere al pubblico.
Nacque così l'Africa Twin XRV 650 (con codice di progetto RD 03), che tecnicamente non si basava sulla moto da rally NXR 750, ma ne adottava l'impostazione ciclistica da enduro e l'aspetto estetico.

## Descrizione e storia
Derivata dalla Honda XL600V Transalp ed alimentata dal motore bicilindrico a V della Honda NT650 Falco, era una enduro mossa da un propulsore da 647 cm³. In Germania, a causa della legislazione sull'omologazione vigente all'epoca, la potenza fu ridotta da 57 CV a 50 CV.
I cerchi in alluminio avevano raggi in acciaio montati su pneumatici a tele incrociate sia all'anteriore che al posteriore. L'RD 03 aveva in sistema frenante composto nella parte anteriore da un singolo freno a disco forato con pinza a due pistoncini carenato, mentre al posteriore c'era un freno a disco con pinza a monopistoncino. La moto era disponibile solo nella combinazione di colori Honda Racing Corporation (HRC) bianco-rosso-blu.
Il motore a quattro tempi raffreddato a liquido era montato trasversalmente nel telaio, in modo che i due cilindri del motore a V fossero posizionati uno dietro l'altro con un angolo tra le bancate di 52° rispetto all'albero motore. I due cilindri avevano un alesaggio di 79 mm, una corsa di 66 mm e un rapporto di compressione di 9,4:1. Ciascuna testata aveva un singolo albero a camme azionato da catena, che controllava una valvola di scarico e due di aspirazione. L'albero motore trasmetteva la potenza tramite una frizione multidisco a bagno d'olio e al cambio a cinque marce, collegato alla ruota posteriore tramite una catena.
Il telaio era costituito da un tubolare in acciaio con doppia sezione superiore realizzata con profili rettangolari. I due steli della forcella telescopica anteriore avevano un diametro di 43 mm ed un'escursione della molla di 230 mm. 
Il motore era raffreddato con una miscela di acqua e antigelo, che dissipava il calore della combustione dei due cilindri tramite due radiatori; il termostato si apriva completamente solo a partire da una temperatura di esercizio di 95 °C. Il radiatore destro è dotato di una ventola di raffreddamento che si azionava quando le temperature del liquido superavano i 100 °C.

## Attività sportiva
La moto venne utilizzata con successo come RD 03 Marathon nel 1989 e nel 1990 dalla Honda France nel Rally Parigi-Dakar. Per le tappe più lunghe fu installato un serbatoio posteriore ed un serbatoio principale maggiorato. Su questo modello furono apportate molte altre modifiche, come la protezione del motore, un forcellone modificato per il fissaggio di un guidacatena e barre di protezione per i radiatori.